# Nina Riedener
Nina Riedener (* 20. Juni 2000) ist eine Liechtensteiner Skilangläuferin.

## Werdegang
Riedener, die für den Nordic Club Liechtenstein startet, nahm von 2016 bis 2020 vorwiegend an U18 und U20-Rennen im Alpencup teil. Bei den Juniorenweltmeisterschaften 2018 in Goms errang sie den 43. Platz über 5 km klassisch. In den beiden folgenden Jahren lief sie bei den Juniorenweltmeisterschaften 2019 in Lahti auf den 70. Platz über 5 km Freistil und auf den 47. Rang im 15-km-Massenstartrennen und bei den Juniorenweltmeisterschaften 2020 in Oberwiesenthal auf den 39. Platz im 15-km-Massenstartrennen und auf den 36. Rang über 5 km klassisch. Zu Beginn der Saison 2020/21 startete sie in Ulrichen erstmals im Alpencup und belegte dabei den 54. Platz im Sprint und den 45. Rang über 10 km Freistil. Im weiteren Saisonverlauf kam sie bei den U23-Weltmeisterschaften 2021 in Vuokatti auf den 49. Platz im Sprint und auf den 43. Rang über 10 km Freistil und beim Saisonhöhepunkt, den Nordischen Skiweltmeisterschaften 2021 in Oberstdorf, auf den 67. Platz über 10 km Freistil und auf den 44. Rang im 30-km-Massenstartrennen. In der Saison 2021/22 belegte sie bei den U23-Weltmeisterschaften 2022 in Lygna den 57. Platz im Sprint sowie den 34. Rang über 10 km klassisch und bei den Olympischen Winterspielen 2022 in Peking den 69. Platz über 10 km klassisch sowie den 57. Rang im Skiathlon.

## Teilnahmen an Weltmeisterschaften und Olympischen Winterspielen

### Olympische Spiele
- 2022 Peking: 57. Platz 15 km Skiathlon, 69. Platz 10 km klassisch

### Nordische Skiweltmeisterschaften
- 2021 Oberstdorf: 44. Platz 30 km klassisch Massenstart, 67. Platz 10 km Freistil
- 2023 Planica: 40. Platz 30 km klassisch Massenstart, 44. Platz 15 km Skiathlon, 51. Platz 10 km Freistil
- 2025 Trondheim: 58. Platz 10 km klassisch